# Mira-Bhayandar
Mira-Bhayandar é uma cidade  no distrito de Thane, no estado indiano de Maharashtra.

## Demografia
Segundo o censo de 2001, Mira-Bhayandar tinha uma população de 520,301 habitantes. Os indivíduos do sexo masculino constituem 55% da população e os do sexo feminino 45%. Mira-Bhayandar tem uma taxa de literacia de 78%, superior à média nacional de 59.5%: a literacia no sexo masculino é de 81% e no sexo feminino é de 74%. Em Mira-Bhayandar, 13% da população está abaixo dos 6 anos de idade.